# Cucullia glogeri
Cucullia glogeri là một loài bướm đêm trong họ Noctuidae.